# Ázsiai molnárfecske
Az ázsiai molnárfecske (Delichon dasypus) a verébalakúak (Passeriformes) rendjébe, ezen belül a fecskefélék (Hirundinidae) családjába tartozó faj.

## Rendszerezése
A fajt Charles Lucien Jules Laurent Bonaparte francia ornitológus írta le 1850-ben, a Chelidon nembe Chelidon dasypus néven.

## Alfajai
- Delichon dasypus cashmeriense (Gould, 1858) – nyáron a Himalája völgyeiben Pakisztántól délközép-Kínáig, télen észak-India és délkelet-Ázsia;
- Delichon dasypus dasypus (Bonaparte, 1850) – nyáron délközép és délkelet-Oroszország, Kuril-szigetek, északkelet-Kína, Korea, Japán, télen délkelet-Ázsiától a Szunda-szigetekig és a Fülöp-szigetekig;
- Delichon dasypus nigrimentale (Hartert, 1910) – nyáron dél- és kelet-Kína, Tajvan, télen délkelet-Ázsia.

## Előfordulása
Délkelet- és Kelet-Ázsiában, Afganisztán, Banglades, Bhután, Dél-Korea,  az Egyesült Arab Emírségek, Észak-Korea, Kambodzsa, Kína, India, Indonézia, Japán, Laosz, Malajzia, Mongólia, Mianmar, Nepál, Pakisztán, Palau, a Fülöp-szigetek, Oroszország, Szingapúr, Tajvan, Thaiföld és Vietnám
területén honos.
A természetes élőhelye a szubtrópusi vagy trópusi sziklás részek, folyók és patakok környékén, de városokban is előfordul. Vonuló faj.

## Megjelenése
Testhossza 12–13 centiméter, testtömege 18 gramm.

## Életmódja
Rovarokkal táplálkozik.

## Szaporodása
Az északi részeken márciustól októberig, a délieken áprilistól júliusig költ. Csoportosan él, fészkét agyagból, fűből és tollúból készíti. A fészekalj 3-4 tojásból áll.

## Természetvédelmi helyzete
Az elterjedési területe rendkívül nagy, egyedszáma növekvő. A Természetvédelmi Világszövetség Vörös listáján nem veszélyeztetett fajként szerepel.